# Hayashi Jussai

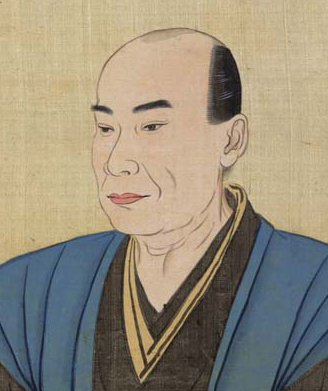
Hayashi Jussai

Hayashi Jussai (japanisch 林 述斎; geboren 5. August 1768 in Iwamura (Provinz Mino); gestorben 30. August 1841) war ein japanischer Konfuzianist und 8. Leiter der Hayashi-Schule.

## Leben und Wirken
Hayashi Jussai war der dritte Sohn von Matsudaira Norimori (松平 乗薀; 1716–1783), dem Daimyō auf Burg Iwamura. Er hatte sich unter Hosoi Heishū (1728–1801) u. a. mit dem Konfuzianismus auseinandergesetzt und wurde von Matsudaira Sadanobu ausgewählt, die Hayashi-Familie, Ratgeber des Shōgun,  weiterzuführen, nachdem Hayashi Nobutaka (林信敬, geboren 1767) 1793 ohne Nachkommen gestorben war. So wurde er 1794 Leiter der Shōheikō, also der Yushima Seidō, als Teil eines Programms Sadanobus, die Neokonfuzianische Richtung des Zhu Xi als offizielle Philosophie des Shogunats zu etablieren.
Mit Hilfe von Shibano Ritsuzan (1736–1807), Bitō Nishū (1745–1814) und Koga Seiri (1750–1817) reorganisierte Jussai die Lehrpläne der Schule, die damit die bedeutendste Ausbildungsstätte Japans wurde. Jussai leitete die Zusammenstellung der Geschichte der Tokugawa unter der Bezeichnung Tokugawa Jikki.
Weitere Werke Hayashis sind „Isson sōsho“ (佚存叢書), ein Unterrichtswerk, das auf chinesischen Quellen basiert, und „Zusammenstellung der wichtigsten Familien der Kansei-Ära (1789–1801)“ (寛政重修諸家譜, Kansei chōshū shoka-fu).